# Han van Zomerenbrug
De Han van Zomerenbrug (brug 402) is een vaste brug in Amsterdam-Zuid.
De houten brug die alleen toegankelijk is voor voetgangers (een verkeersbord vermeldt fietsers afstappen!) vormt sinds 2009 de verbinding tussen de Pieter Lodewijk Takstraat en de Waalstraat. Ze overspant het Amstelkanaal en verbindt ook de Jozef Israëlskade en de Amstelkade met elkaar. 
In 1927 kwam hier een voetbrug, noodzakelijk om de nieuwe bewoners van het stadsdeel ten zuiden van het Amstelkanaal snel toegang te geven tot het reeds bewoonde noordelijke stadsdeel. De voetbrug werd grotendeels door die bewoners zelf bekostigd. In 1928 vond er op de brug een poging tot moord plaats, een man probeerde een vrouw via de leuning het water in te duwen. In 1931 werd geconstateerd dat hier een nieuwe (permanente) brug wenselijk was, maar niet in die mate dat er ook inderdaad een nieuwe brug kwam. De oude "voorzag voorhands voldoende in de behoefte" werd geconstateerd. Een nieuwe brug zou er pas in 1967 komen, wederom een houten voetgangersbrug. De brug lag toen niet in het verlengde van de genoemde straten, maar liep tussen Tweede Openbare Handelsschool (het latere Berlage Lyceum) (noord) en een woonblok (zuid). Die brug was in 2007 in een dermate slechte staat, dat er wederom een nieuwe brug moest komen, nu weer op de oude plaats. De 2009-versie is een replica van het ontwerp van Piet Kramer.
In 2009 kreeg de brug haar naam Han van Zomerenbrug, vernoemd naar graficus en verzetsstrijder tijdens de Tweede Wereldoorlog Han van Zomeren. 

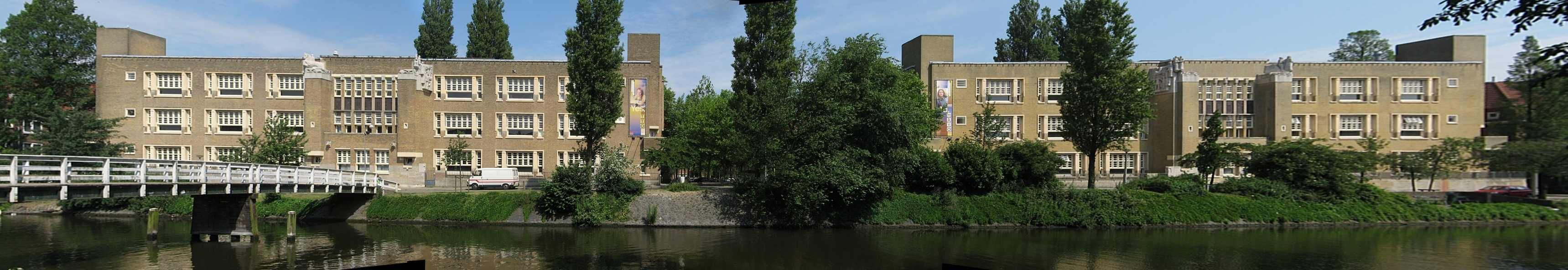
De brug 402 tot 2007

<<< · 400 · 401 · 402 · 403 · 404 · 405 · 406 · 407 · 408 · 409 · 410 · 411 · 413 · 414 · 415 · 416 · 417 · 418 · 419 · 420 · 421 · 422 · 423 · 424 · 425 · 427 · 429 · 430 · 431 · 432 · 433 · 434 · 435 · 436 · 437 · 438 · 439 · 440 · 441 · 442 · 443 · 444 · 445 · 446 · 447 · 448 · 449 · 450 · 451 · 452 · 453 · 454 · 455 · 456 · 457 · 458 · 459 · 460 · 461 · 462 · 463 · 464 · 465 · 466 · 469 · 470 · 471 · 472 · 473 · 474 · 475 · 476 · 478 · 479 · 480 · 482 · 483 · 485 · 486 · 487 · 488 · 489 · 490 · 491 · 492 · 493 · 494 · 495 · 496 · 497 · 499 · >>>
Brugnummers 412, 426, 428, 467, 468, 477, 481, 484 en 498 zijn niet (meer) vergeven.